# Antonio Gala
Antonio Gala (Brazatortas, 2 de outubro de 1930 – Córdova, 28 de maio de 2023) foi um poeta, dramaturgo, romancista e escritor espanhol.

## Morte
Gala morreu no dia 28 de maio de 2023, aos 93 anos, em Córdova.